# Internationales Rechenzentrum
Das Internationale Rechenzentrum (engl.: International Computing Centre (ICC)) ist eine ständige Serviceplattform für alle Mitgliedstaaten der Vereinten Nationen (UN). Verschiedene Software des Internationalen Rechenzentrums wird international durch Staaten, Nichtregierungsorganisationen (NGOs) und Organe der UN genutzt.

## Geschichte
Gegründet wurde das ICC 1971 in Genf durch einen Beschluss der UN-Generalversammlung. In Genf ist noch heute der Hauptsitz des ICC. Weitere Niederlassungen befinden sich in New York (USA), Rom und Brindisi (Italien) und Addis Abeba (Äthiopien).